# Сандаун (тауншип, Миннесота)
Сандаун (англ. Sundown) — тауншип в округе Редвуд, Миннесота, США. На 2000 год его население составило 242 человека.

## География
По данным Бюро переписи населения США площадь тауншипа составляет 92,9 км², из которых 92,9 км² занимает суша, водоёмов нет.

## Демография
По данным переписи населения 2000 года здесь находились 242 человека, 86 домохозяйств и 66 семей.  Плотность населения —  2,6 чел./км².  На территории тауншипа расположена 91 постройка со средней плотностью 1,0 построек на один квадратный километр. Расовый состав населения: 99,17 % белых, 0,83 % — других рас США. Испанцы или латиноамериканцы любой расы составляли 1,65 % от популяции тауншипа.
Из 86 домохозяйств в 38,4 % воспитывались дети до 18 лет, в 73,3 % проживали супружеские пары, в 2,3 % проживали незамужние женщины и в 22,1 % домохозяйств проживали несемейные люди. 20,9 % домохозяйств состояли из одного человека, при том 8,1 % из — одиноких пожилых людей старше 65 лет. Средний размер домохозяйства — 2,81, а семьи — 3,28 человека.
30,2 % населения — младше 18 лет, 5,0 % — в возрасте от 18 до 24 лет, 28,1 % — от 25 до 44, 21,5 % — от 45 до 64, и 15,3 % — старше 65 лет. Средний возраст — 38 лет. На каждые 100 женщин приходилось 116,1 мужчин.  На каждые 100 женщин старше 18 приходилось 119,5 мужчин.
Средний годовой доход домохозяйства составлял 52 708 долларов, а средний годовой доход семьи —  54 167 долларов. Средний доход мужчин —  30 417  долларов, в то время как у женщин — 18 750. Доход на душу населения составил 19 270 долларов. За чертой бедности находились 4,4 % семей и 8,3 % всего населения тауншипа, из которых 15,0 % младше 18 и 4,9 % старше 65 лет.